# Hansjörg Christmann
Hansjörg Christmann (* 20. Mai 1947 in Dachau, Bayern) ist ein deutscher Politiker (CSU) und war von 1977 bis 2014 Landrat des Landkreises Dachau.

## Leben
Christmann studierte von 1968 bis 1976 Rechtswissenschaften in München. 1976 erfolgte seine Zulassung als Rechtsanwalt. Vom 1. Juni 1977 bis zum 30. April 2014 bekleidete er das Amt des Landrates des Landkreises Dachau. Bei den Kommunalwahlen 2014 konnte Christmann, der insgesamt sechsmal gewählt wurde, aus Altersgründen nicht mehr antreten. Sein Nachfolger wurde Stefan Löwl. 
Christmann ist verwitwet und hat zwei Töchter.

## Ehrungen
- 1995: Denkmalschutzmedaille
- 1999: Bundesverdienstkreuz 1. Klasse
- 2004: Bayerische Verfassungsmedaille in Silber[1]
- 2009: Bayerische Verfassungsmedaille in Gold[2]
- Bayerischer Verdienstorden